# Station Arendal
Station Arendal is een spoorwegstation in de stad Arendal in het zuiden van Noorwegen. Het station is het eindpunt van Arendalsbanen. 
Het huidige stationsgebouw dateert uit 1930. Het werd ontworpen door Gudmund Hoel van het eigen architectenkantoor van NSB. Het eerste stationsgebouw, uit 1908, moest na een aantal jaren alweer worden gesloopt wegens een gebrekkige fundering. 
Van 1935 tot 1938 was Arendal het eindstation van Sørlandsbanen. Toen in dat laatste jaar het tracé tot Kristiansand werd geopend werd de lijn tussen Nelaug en Arendal een zijlijn. 